# Callitriche muelleri
Callitriche muelleri là một loài thực vật có hoa trong họ Mã đề. Loài này được Sond. mô tả khoa học đầu tiên năm 1856.